# Pilip Orlik
Pilip Stepanovič Orlik (ukrajinsko Пилип Степанович Орлик, poljsko Filip Orlik) je bil staršina Zaporoških kozakov, hetman Ukrajine v izgnanstvu, diplomat, tajnik in zaupni sodelavec Ivana Mazepe in avtor prve ustave v Evropi, * 11. oktober 1672, Kosuta, Republika obeh narodov (zdaj Rajon Vilejka, Belorusija), † 26. maj 1742, Jassi, Kneževina Moldavija (zdaj Iaşi, Romunija).

## Življenje
Rojen je bil v vasi Kosuta v sedanji Belorusiji v družini češko-beloruskega porekla.
Študiral je najprej na Jezuitskem kolegiju v Vilni in nato od leta 1694 na Kijevsko-Mogilski akademiji. Leta 1698 je bil imenovan za tajnika konsistorija Kijevske metropolije. Leta 1699 je postal član Generalne vojaške pisarne hetmana Ivana Mazepe. Leta 1706 je bil imenovan za generalnega kanclerja in bil kot tak Mazepov najbližji pomočnik. Vodili je Mazepovo zaupno korespondenco s Poljaki in Švedi, s katerimi je poslušal ustanoviti protirusko koalicijo.

### Hetman v izgnanstvu
Po bitki pri Poltavi leta 1709 je skupaj s hetmanom Ivanom Mazepo in švedskim kraljem Karlom XII. pobegnil v Bender v Kneževini Moldaviji, kjer je Mazepa kmalu umrl. Pilipa Orlika so nato kozaki in Karel XII. izbrali za hetmana v izgnanstvu. Orlik je v Benderju napisal eno prvih državnih ustav v Evropi. Ustavo Pilipa Orlika je potrdil Karel  XII. in ga imenoval za protektorja Ukrajine.
Med letoma 1711 in 1714 je Orlik skupaj s krimskimi Tatari in majhnimi skupinami kozakov neuspešno napadel Desnobrežno Ukrajino. Po porazu se je s Karlom XII. preko Dunaja in Stralsunda umaknil na Švedsko. Z družino in približno 40 kozaki je konec novembra 1715 prišel v Ystad. Po nekaj mesecih v Ystadu je nekaj let živel Kristianstadu. Orlik in njegova družina so leta 1720 zapustili Stockholm. Najprej so se odpravili v Hamburg in od tam v Hannover, Prago, Vroclav in Krakov, kjer je Orlik zapustil družino, da bi odšel v samostan.  Odšel je  v Francijo in leta 1722   v Iaşi v osmanski Moldaviji, da bi organiziral zavezništvo proti Ruskemu carstvu. Od tam je odšel v Solun. Od sredine 1730. let je živel v Budžaku. Umrl je leta 1742 v Jassu, Kneževina Moldavija (danes Iaşi, Romunija).

## Spomenik
Leta  2011 so Pilipu Orliku v Kristianstadu na Švedskem ob obletnici objave njegove ustave postavili spomenik. Spomenik stoji ob hiši, kjer je živel v letih 1716–1719. Avtorja spomenika sta Boris Krilov in Oles Sidoruk.

## Družina
Pilip Orlik se je sredi 1690. let poročil s Hano Herstik, hčerko Pavla Semenoviča Herstika, polkovnika Poltavskega polka. Z njo je imel osem otrok.
- Anastazija (1699 – 1728), rojena v Poltavi, poročena s švedslim častnikom in plemičem Johanom Stenflychtom
- Gregor (francosko comte Grégoire Orlyk) (1702  –  1759), rojen v Baturinu, Ukrajina; kot  francoski general je padel v bitki pri Mindenu, Nemčija, kjer je tudi pokopan
- Mihajlo (1704 – ?), rojen v Baturinu
- Barbara, rojena v Baturinu
- Jakob (1711 – ?), rojen v Benderju, Osmansko cesarstvo
- Marta (1713 – ?), rojena v Benderju,
- Marina (1715 – ?), rojena v Altefährju, Švedska Pomeranija
- Katarina Orlik (November 5, 1718 – ?) , rojena v Kristianstadu,   Švedska; umrla je verjetno že leta 1719

## Vir
- Jean-Benoit Scherer. Annales de la Petite-Russie, ou Histoire des Cosaques-Saporogues et des Cosaques de l'Ukraine. Adamant Media Corporation, 2001.